# 靭帯損傷

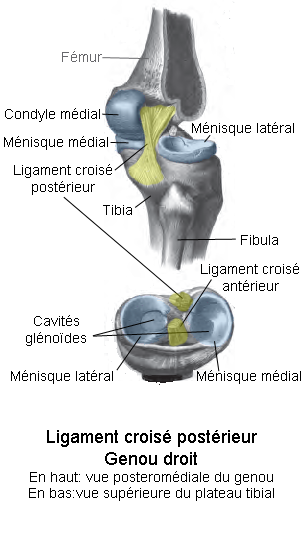
上図で黄色の部分が後十字靭帯。下図では奥（上）に見える黄色が後十字靭帯、手前の黄色が前十字靭帯

靭帯損傷（じんたいそんしょう）は靭帯が外力などにより、損傷を受けた状態である。代表的なものとして、膝関節の十字靭帯断裂（じゅうじじんたいだんれつ、英：rupture of cruciate ligament、独：Rupture der Kreuzbänder）がある。これは、膝関節にある前十字靭帯、後十字靭帯のいずれかが単独で損傷、もしくは双方が複合的に損傷し、連続性を失うものである。

## 十字靭帯断裂（膝）
膝関節の前側、後側、内側、外側には、前十字靭帯（anterior cruciate ligament, ACL）、後十字靭帯（posterior cruciate ligament, PCL）、内側側副靭帯（medial collateral ligament, MCL）、外側側副靭帯（lateral collateral ligament, LCL）がそれぞれ配置されている。
前十字靭帯、後十字靭帯における十字靭帯断裂では、スポーツ、交通事故による損傷が増加している。前十字靭帯の断裂はバレーボール、バスケットボールなどの着地時、ジャンプ時、また疾走中に急激に速度を緩めた時などに減速損傷 deceleration injury として発生することが多い。
一方、後十字靭帯の断裂はダッシュボード損傷 dashboard injury のように、屈曲位で上端下端に強い力が作用した時に起こりやすい。いずれの場合も、十字靭帯の単独損傷ではなく、複合損傷となることが多い。
症状として引き出し症状や回旋不安定性などが見られるが、後十字靭帯断裂では膝屈曲位で下腿の後方への落ち込み sagging が見られる。主に行われる引き出しテスト以外にも Lachman テスト、jerk テスト、pivot shift テストなど、多種類の検査法が発表されている。治療の前段階で正確に診断を下すことが必要で、ストレスX線、関節造影、関節鏡などを併せて総合的に行う。新鮮外傷で2週間以内に縫合すれば優れた効果が期待できるが、陳旧例になると再建術が必要になることが多く効果も低下するため、早期治療が重要である。
また十字靭帯の他、内側側副靭帯は膝を外反強制された時に損傷しやすく、損傷の頻度が高い。外側側副靭帯は膝を内反強制された時に損傷しやすいが、単独での損傷はほとんど見られない。

### 引き出し症状
引き出し症状（英：drawer sign、独：Schubladensymptom）は十字靭帯断裂時に見られる症候である。前十字靭帯は大腿骨に対し脛骨の前方への移動を制御しているため、断裂した場合には大腿に対して下腿が異常に前方に移動することが他覚的に確認される。これとは逆に後十字靭帯は大腿骨に対し脛骨が後方へ落ち込むのを制御しているため、断裂した場合には下腿が後方に移動することが確認される。
前方引き出し、後方引き出しなどの症状を検査する具体的な引き出しテストには2つの実施方法がある。被検者を仰臥位として股関節を45度屈曲し、膝関節は90度屈曲位にして十分に力を抜かせ、足背が動かないように固定する。この状態で両手を下腿上方に当て、前方もしくは後方へ移動させて変位を診察する。もう1つの方法は被検者を椅子などで座位にし、下腿を下垂させて行うものである。いずれの場合も必ず両側を検査して比較することが重要である。

## 側副靭帯断裂（肘）
肘関節の内側、外側には、内側側副靭帯 ulnar collateral ligament of elbow joint、外側側副靭帯 radial collateral ligament of elbow joint がそれぞれ配置されている。他に肘関節に位置する靭帯としては橈骨輪状靭帯 anular ligament of radius、方形靭帯 quadrate ligament of radius がある。このうち、内側側副靭帯が断裂した際に再建手術として行われるのがトミー・ジョン手術である。
肘関節における内側側副靭帯損傷の詳細はトミー・ジョン手術を参照